# Ostersbaum
Das Wuppertaler Wohnquartier Ostersbaum ist eines von sechs Quartieren des Stadtbezirks Elberfeld.

## Geographie
Das 1,38 km² große Wohnquartier wird im Norden durch die Bundesautobahn 46, im Osten durch die Straßen Schwesterstraße und Schwabenweg, im Süden durch die Straße Hofkamp und im Westen durch die Straße Gathe und deren Fortführung Uellendahler Straße begrenzt. Im Uhrzeigersinn umgeben die Wohnquartiere Uellendahl-West, Clausen, Loh, Elberfeld-Mitte und Nordstadt das Wohnquartier Ostersbaum.

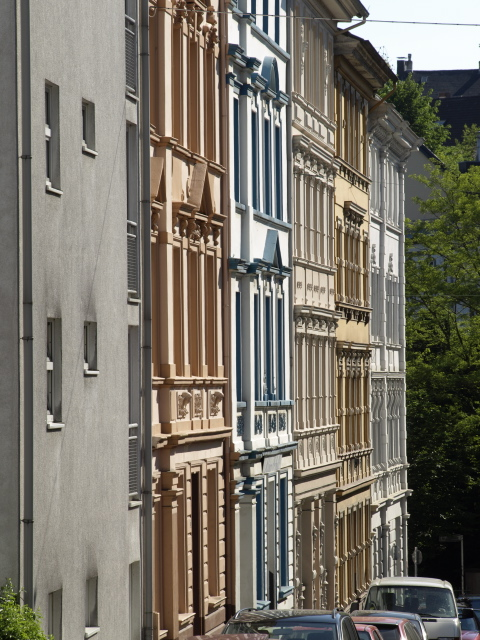
Gründerzeitfassaden in der Elsasser Straße

Das Wohnquartier ist bis auf den Ostersbaum zugehörigen Teil der Parkanlage auf dem Hardtberg dicht bebaut und zählt zum Innenstadtbereich. Zentraler Punkt ist der Platz der Republik auf dem Engelnberg. Zu den Sehenswürdigkeiten zählen der Botanische Garten, eine Freilichtbühne und der Elisenturm auf der Hardt sowie der Alte Jüdische Friedhof an der Weißenburgstraße. Zu der Infrastruktur zählen drei Grundschulen und eine Gesamtschule.

## Etymologie und Geschichte

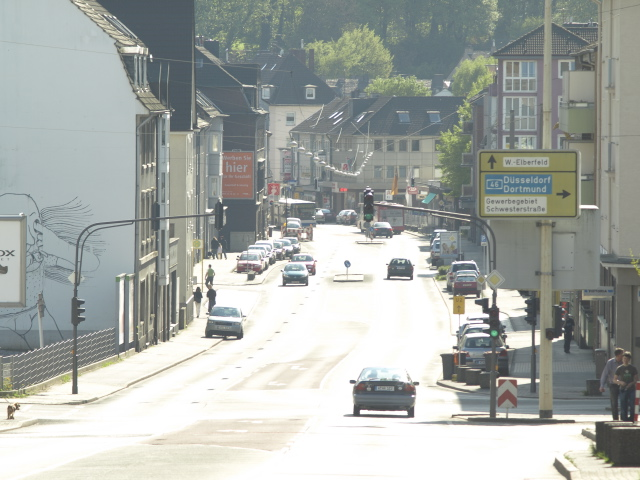
Blick vom Bereich des ursprünglichen Siedlungskerns von Osterbaum bei der Rudolfstraße entlang der Straße Ostersbaum

Der Name Ostersbaum geht auf einen Schlagbaum an der durch das heutige Wohnquartier verlaufenden Elberfelder Linie der Bergischen Landwehr hervor, der von einer Familie Mostert bewacht wurde. Die Ortsbezeichnung Am Mostertsbaum verschliff sich zu Am Ostersbaum.
Der Siedlungskern von Ostersbaum liegt zum Großteil auf dem Gebiet Barmens an der heutigen Rudolfstraße Ecke Schwesterstraße. Erst mit der großflächigen Besiedlung des Bereichs um den Elberfelder Platz der Republik ging der Name der Ortslage auf das Elberfelder Gebiet über.
1815/16 besaß der Siedlungskern 238 Einwohner. 1832 gehörte der Ort zur Sektion l des ländlichen Außenbürgerschaft der Stadt Barmen. Der laut der Statistik und Topographie des Regierungsbezirks Düsseldorf als Einzelne Häuser kategorisierte Ort besaß zu dieser Zeit 14 Wohnhäuser und drei landwirtschaftliche Gebäude. Zu dieser Zeit lebten 214 Einwohner im Ort, 42 katholischen und 172 evangelischen Glaubens.
1879 wurde die Wuppertaler Nordbahn eröffnet, die mitten durch den Siedlungskern trassiert wurde und ihn in zwei Teile trennte.

## Verkehrsinfrastruktur
Die stillgelegte Bahnstrecke Düsseldorf-Derendorf–Dortmund Süd (Wuppertaler Nordbahn) unterquerte im Engelnberg-Tunnel den Engelnberg und besaß im Wohnquartier einen 1952 eingerichteten Haltepunkt unter dem Namen Wuppertal-Ostersbaum. Von hier aus konnten Berufspendler und Schüler die Triebwagen für eine Fahrt in andere Stadtteile nutzen. Dieser wurde bis 1991 bedient.
Heute ist die Strecke Teil der Wuppertaler Nordbahntrasse. 

## Kultur

### Lichterwege

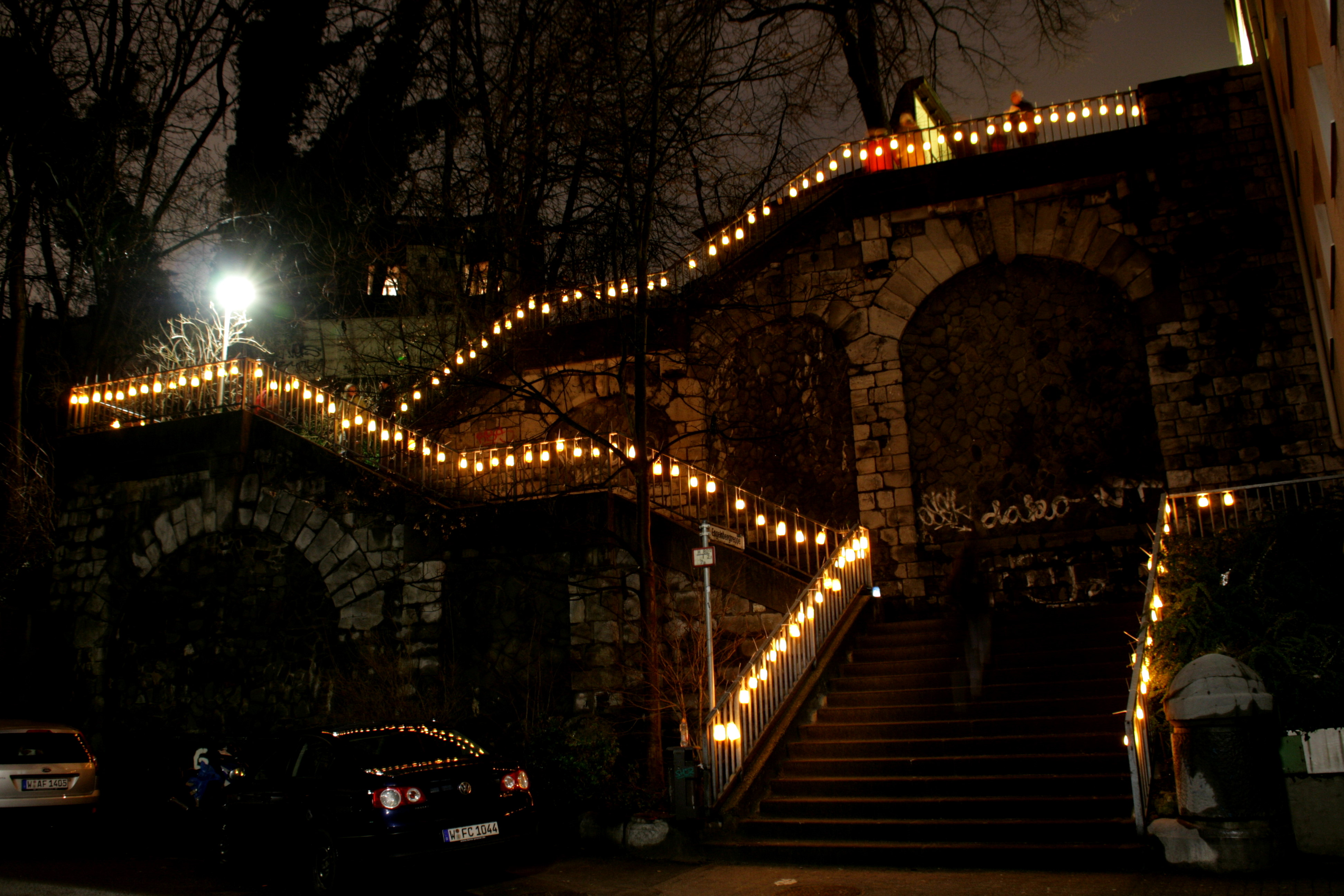
Die Engelnbergtreppe während der Kunst-Aktion Lichterwege

Die Kunst-Aktion „Lichterwege“ feierte 2009 ihr zehnjähriges Bestehen, dazu wurden über 3000 farbige Lichter auf den zahlreichen Treppen des Stadtteils platziert. Zahlreiche internationale Chöre und Musiker begleiten die romantische Lichtinszenierung. Die Aktion, die ein fester Bestandteil des Kulturkalender Wuppertals geworden ist, droht nun das Aus. Aufgrund der Schuldenlage der Stadt, darf sie diese und ähnliche Aktionen in Zukunft nicht weiter fördern. 2004 hatte die Aktion den zweiten Preis im Imagewettbewerb „Soziale Stadt NRW“ gewonnen,

### Treppenkunst
In Ostersbaum gibt es fünfzehn Treppen, darunter die denkmalgeschützten Freitreppen Engelnbergtreppe und Holsteiner Treppe. Ein teils schlechter Zustand der Treppen führte ab 1999 zur baulichen Neugestaltung. Auch an der Regionale 2006 beteiligte Osterbaum sich mit dem Kunstprojekt „7 Treppen“, in dessen Rahmen Treppen künstlerisch umgestaltet wurden. Die farbige Gestaltung der Holsteiner Treppe wurde dauerhaft beibehalten. 2009 wurde die Treppenkunst vom Bundesverkehrsministerium mit dem Nationalen Preis für integrierte Stadtentwicklung und Baukultur ausgezeichnet.